# Setagaya

Ligging van Setagaya.

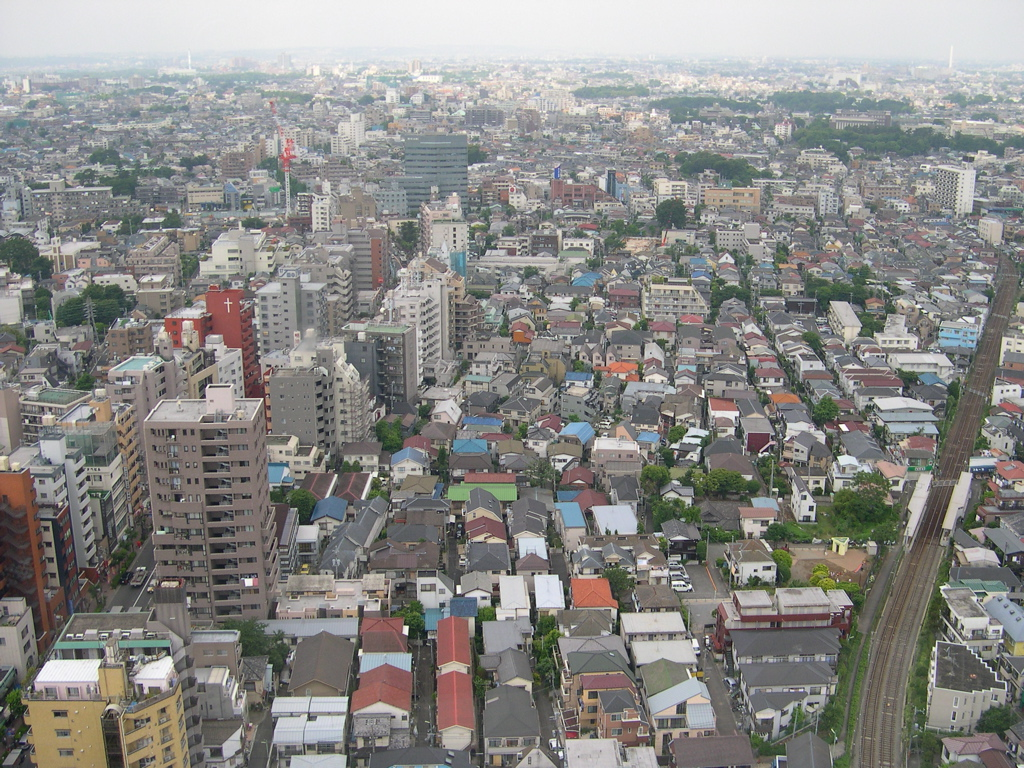
Zuid-Setagaya.

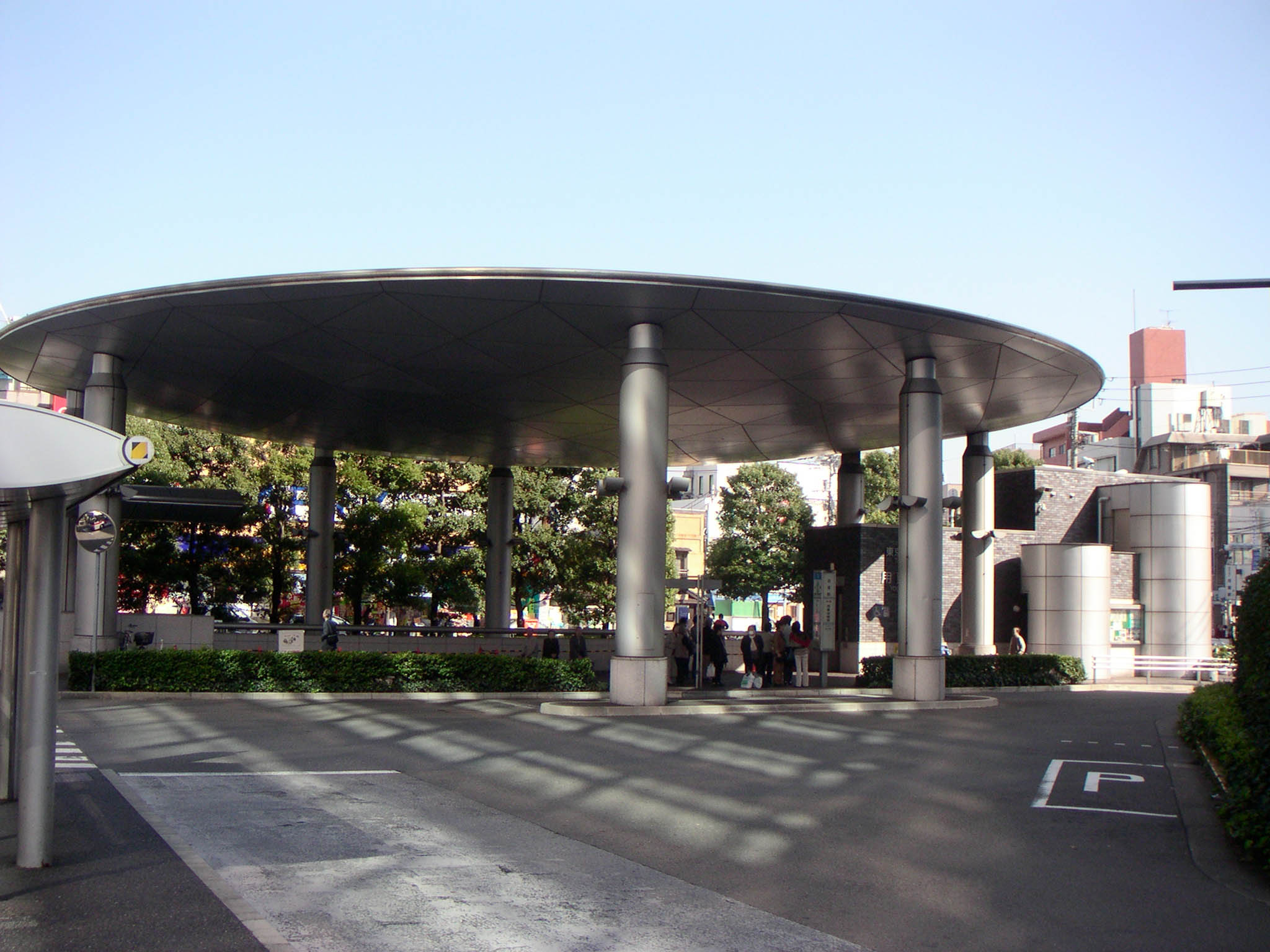
Station van Yoga

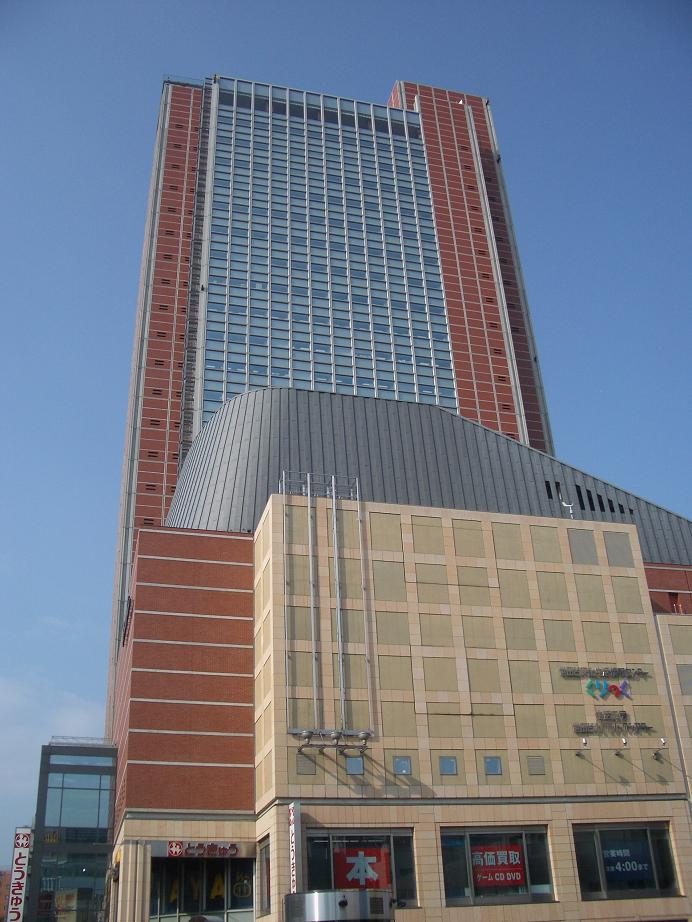
Carrot Tower

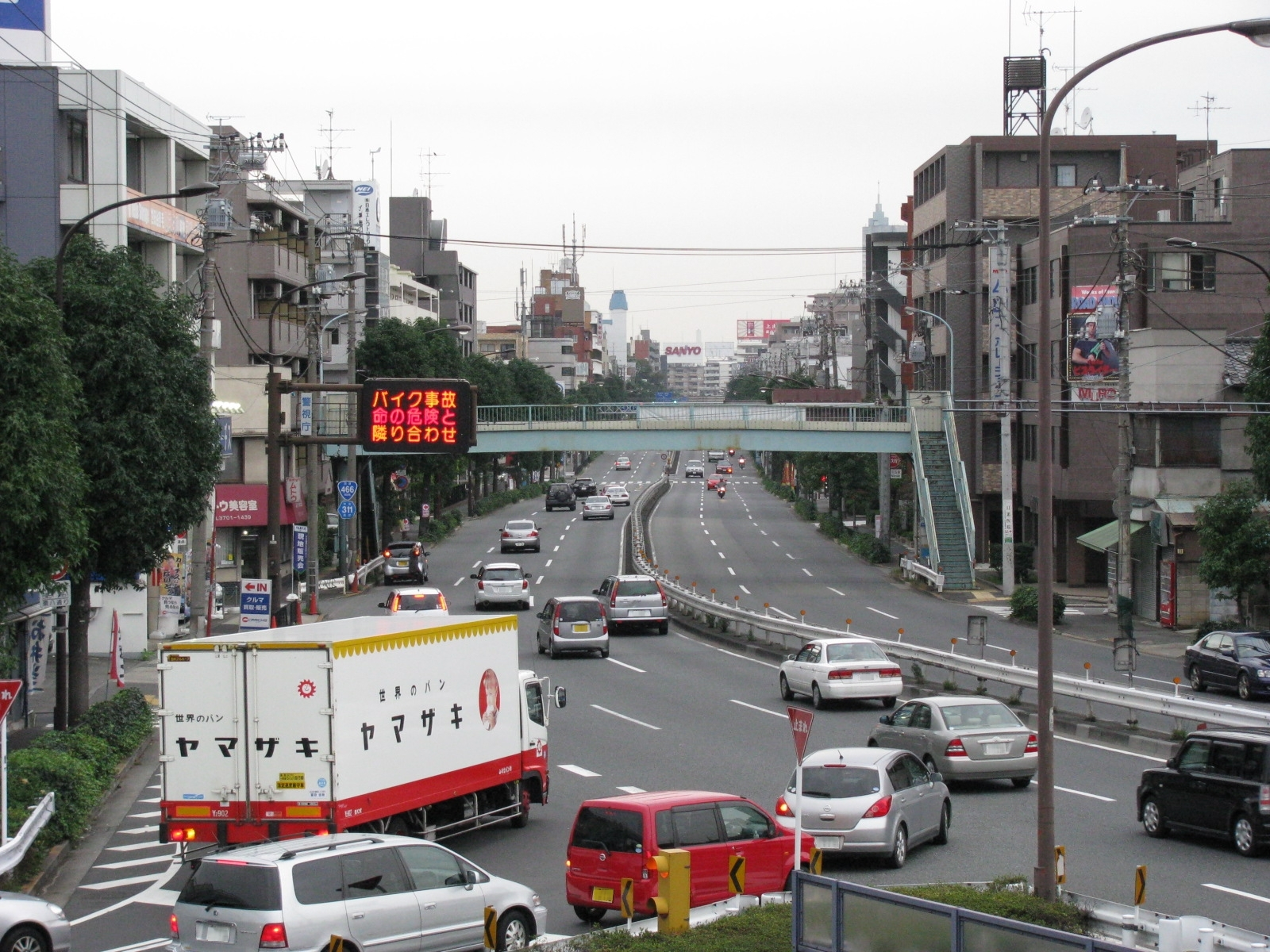
Autoweg 466 in Setagaya

Setagaya (Japans: 世田谷区, Setagaya-ku) is een van de 23 speciale wijken van Tokio. Setagaya heeft het statuut van stad en noemt zich in het Engels ook City of Setagaya. Op 1 mei 2009 had de stad 865.168 inwoners. De bevolkingsdichtheid bedroeg 14900 inw./km². De oppervlakte van de stad is 58,08 km². Hiermee is het de op een na grootste van de 23 speciale wijken.
Op het grondgebied van Setagaya bevinden zich 5 ambassades.

## Geografie
Setagaya ligt in het zuidwesten van het gebied van de 23 speciale wijken van Tokio, ten westen van Shibuya en van de Yamanote-lijn. De rivier Tama scheidt de wijk van de prefectuur Kanagawa.
Setagaya-ku is een van de meer prijzige woongebieden van Tokio. Het hoogste gebouw is de Carrot Tower (キャロットタワー, kyarotto tawā), met 124 meter. Het gemeentehuis bevindt zich in het stadsdeel Setagaya-chō.

## Geschiedenis
Setagaya-ku werd gesticht op 15 maart 1947.
Tijdens de Edoperiode bevonden zich 42 dorpen op het grondgebied van Setagaya. Met het Decreet op de afschaffing van leenrijken en instelling van prefecturen (廃藩置県,Haihan chiken) in 1871, werden de centrale en oostelijke dorpen toegewezen aan de prefectuur Tokio (東京府,Tōkyō-fu), de rest ging naar de prefectuur Kanagawa. In 1893 werden sommige van deze dorpen overgeheveld naar de prefectuur Tokio. Setagaya kreeg zijn huidige grenzen in de periode 1932-1936, toen het een (gewone) wijk werd van de stad Tokio (東京市, Tōkyō-shi).

## Politiek
Setagaya heeft een gemeenteraad die bestaat uit 52 verkozen leden. 

## Wijken en Buurten
Setagaya is onderverdeeld in 5 bestuurlijke stadsdelen (地域,chiiki) :
- Setagaya (世田谷地域,Setagaya-chiiki)
  - Sangenjaya
  - Setagaya
- Kitazawa (北沢地域,Kitazawa-chiiki)
  - Shimokitazawa In deze buurt zijn er vele kleine theaters, cafés, kledingwinkels, cd-winkels, etc. Er komen naast vele studenten ook erg veel artiesten. Het Honda-theater is het grootste theater in Shimokitazawa.
  - Meidaimae
- Tamagawa  (玉川地域,Tamagawa-chiiki)
  - Futako-Tamagawa
  - Yōga
  - Todoroki
- Kinuta (砧地域,Kinuta-chiiki)
  - Seijo
  - Kinuta
  - Soshigaya
- Karasuyama (烏山地域,Karasuyama-chiiki)
  - Karasuyama

## Verkeer

### Weg

#### Autosnelweg
- Central Nippon Expressway Company (NEXCO Central Japan)
  - Tomei-autosnelweg, naar Komaki
  - Chuo-autosnelweg, naar Suginami of Komaki
- Shuto-autosnelweg
  -  Shuto-autosnelweg 3 (Shibuya-lijn)
  -  Shuto-autosnelweg 4 (Shinjuku-lijn)
- East Nippon Expressway Company (NEXCO East Japan)
  - Daisan-Keihin-autosnelweg, naar Yokohama

#### Autoweg
- - Autoweg 20 (Kōshū-Kaidō), naar Chūō of Shiojiri
  - Autoweg 246 (Tamagawa-dōri), naar Chiyoda of Numazu
  - Autoweg 466 (Daisan-Keihin-dōro), naar Yokohama

### Trein
- Keiō
  - Keiō-lijn, van Daitabashi, Meidai-mae, Shimo-Takaido, Sakurajōsui, Kami-Kitazawa, Roka-kōen of Chitose-Karasuyama naar Shinjuku of Hachiōji
  - Inokashira-lijn, van Ikenoue, Shimo-Kitazawa, Shin-Daita, Higashi-Matsubara of Meidai-mae naar Shibuya of Musashino
- Tōkyū
  - Setagaya-lijn: loopt enkel op het grondgebied van Setagaya over een afstand van 5 km tussen de stations Sangen-Jaya, Nishi-Taishidō, Wakabayashi, Shōin-jinja-mae, Setagaya, Kamimachi, Miyanosaka, Yamashita, Matsubara und Shimo-Takaido.
  - Den'entoshi-lijn, van Sangen-Jaya, Komazawa-Daigaku, Sakura-Shimmachi, Yōga of Futako-Tamagawa naar Shibuya of Yamato
  - Ōimachi-lijn, van Futako-Tamagawa, Kami-Noge, Todoroki, Oyamadai of Kuhombutsu naar Shinagawa
  - Meguro-lijn, van Okusawa naar Meguro of Musashi-Kosugi
- Odakyū
  - Odawara-lijn, van Higashi-Kitazawa, Shimo-Kitazawa, Setagaya-Daita, Umegaoka, Gōtokuji, Kyōdō, Chitose-Funabashi, Soshigaya-Okura, Seijōgakuen-mae of Kitami naar Shinjuku of Odawara

### Bus
- Tokyu Transsés
- Keio Dentetsu Bus
- Tokyu Bus
- Odakyu bus
- Kanto Bus
- Toei Bus

## Partnersteden
Setagaya heeft een stedenband met :
- Winnipeg, Canada (sinds 5 oktober 1970)
- Döbling, Wenen, Oostenrijk (sinds 8 mei 1985)
- Bunbury, West-Australië, Australië (sinds 10 november 1992)

## Bezienswaardigheden
- Boroichi-markt
- Kinutapark (砧公園, Kinuta Kōen)
- Shimokitazawa (下北沢, Shimokitazawa), theaterbuurt
- Jōshin-ji, een tempel van het Zuiver Land-boeddhisme

## Geboren in Setagaya
- Ichiro Mizuki (1948-2022), zanger, componist en stemacteur
- Kaori Momoi, 桃井 かおり, Momoi Kaori (1952), actrice bekend uit de film Kagemusha
- Hideo Kojima (1963), videogameontwerper bij Konami
- Kyoko Okazaki (1963), een mangaka
- Akihiko Hoshide (1968), ruimtevaarder